# Hochanger (Mürzsteger Alpen)
Hochanger är ett berg i Österrike.   Det ligger i distriktet Bruck-Mürzzuschlag och förbundslandet Steiermark, i den östra delen av landet, 100 km sydväst om huvudstaden Wien. Toppen på Hochanger är 1 682 meter över havet, eller 427 meter över den omgivande terrängen. Bredden vid basen är 5,3 km.
Terrängen runt Hochanger är kuperad åt nordost, men åt sydväst är den bergig. Närmaste större samhälle är Kapfenberg, 19,2 km söder om Hochanger. 
I omgivningarna runt Hochanger växer i huvudsak blandskog. Runt Hochanger är det ganska glesbefolkat, med 48 invånare per kvadratkilometer.